# Sedlíšťka (Nová Sídla)
Sedlíšťka je malá vesnice, část obce Nová Sídla v okrese Svitavy. Nachází se 1 km na jihovýchod od Nových Sídel. V roce 2009 zde bylo evidováno 19 adres. V roce 2001 zde trvale žilo 57 obyvatel.
Sedlíšťka leží v katastrálním území Nová Sídla o výměře 2,95 km2.

## Historie
První písemná zmínka o obci pochází z roku 1318.

## Pamětihodnosti
- sýpka (bývalá tvrz)

## Další fotografie

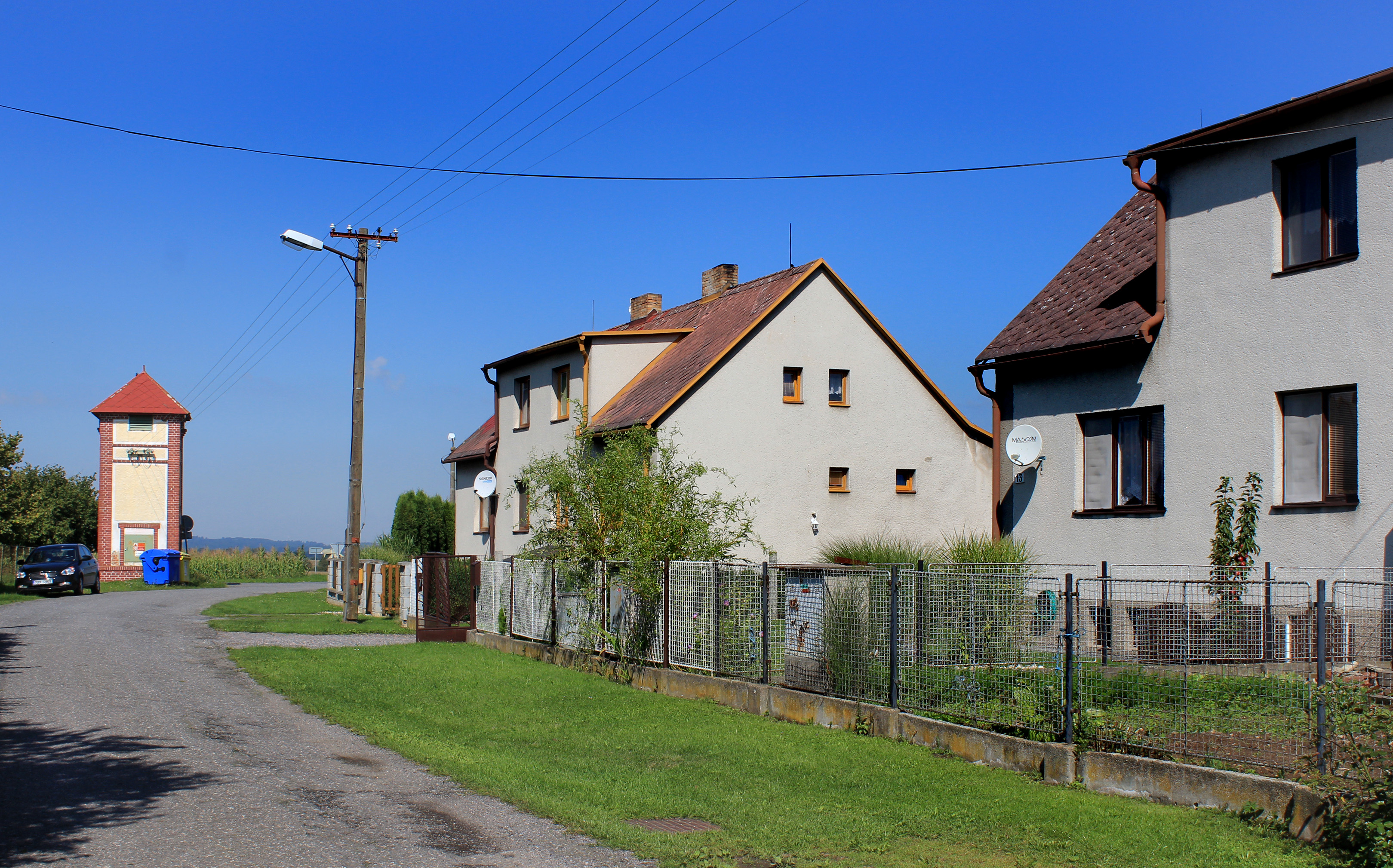
Transformátor u hlavní silnice
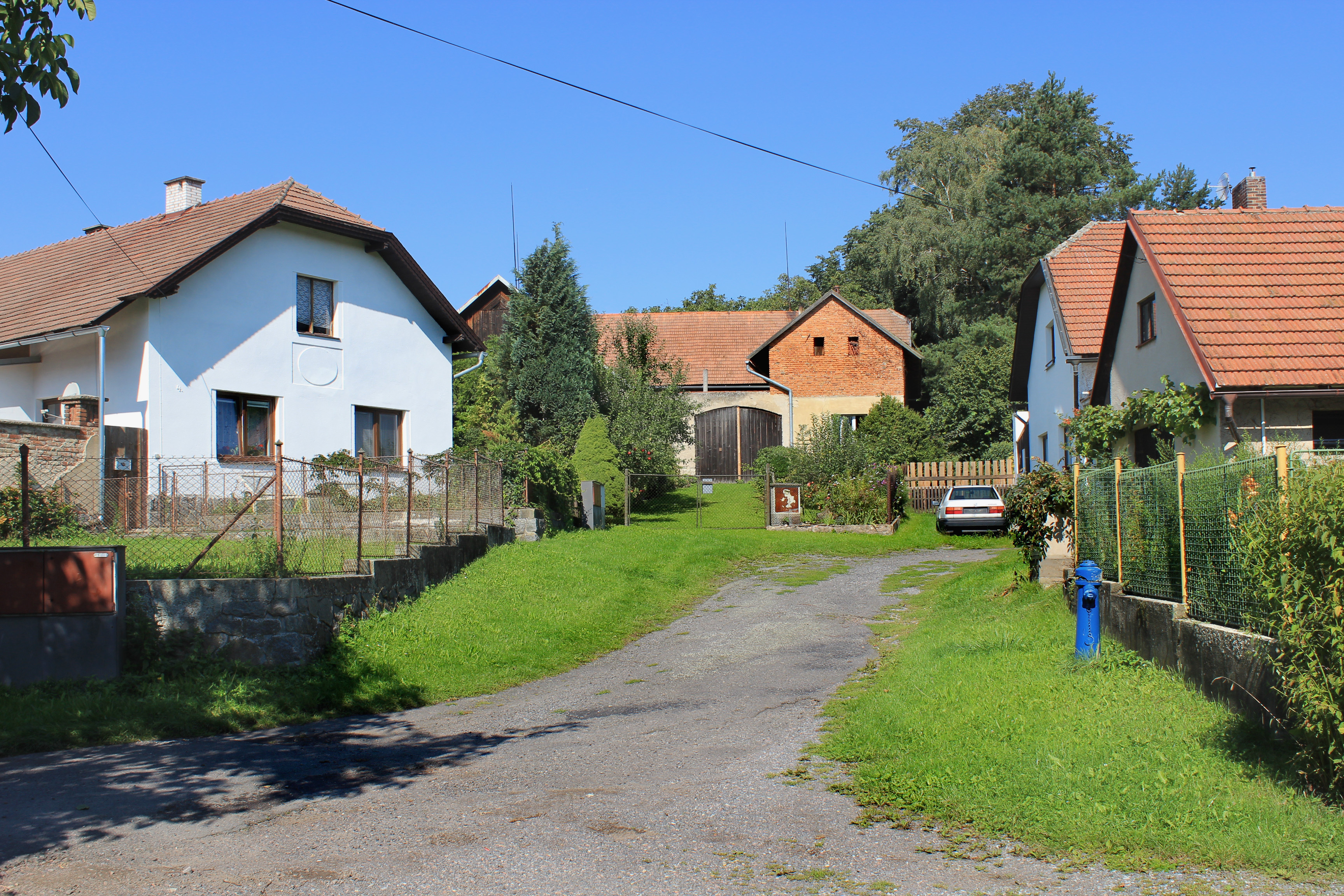
Severní část vesnice
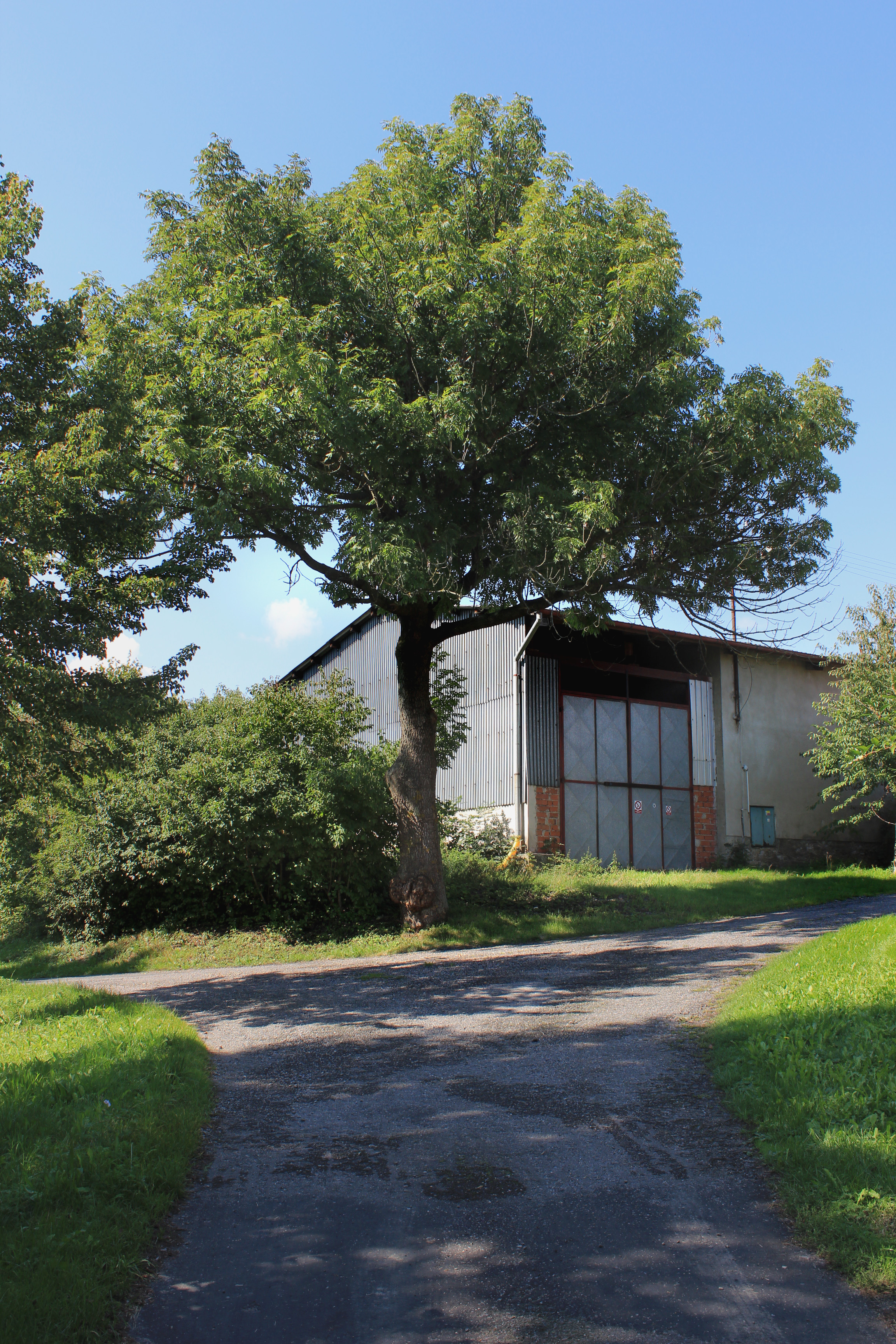
Malá křižovatka